# Manuel Rosenthal
Manuel Rosenthal (París, 18 de junio de 1904 - 5 de junio de 2003), fue un compositor y director de orquesta francés. Fue uno de los pocos estudiantes y el último que tuvo Maurice Ravel. 

## Biografía
Comenzó sus estudios de violín a los nueve años de edad, ingresando a los catorce en 1938 al Conservatorio de París.
En 1928 obtuvo el Premio Blumenthal.
Su carrera como director comenzó en 1934, cuando fue percusionista y director asociado de la Orquesta Nacional de Francia. La carrera musical de Rosenthal se vio interrumpida por la Segunda Guerra Mundial, cuando fue hecho prisionero de guerra en 1940. Después de su liberación en 1944, regresó a la Orquesta Nacional de París para ser su director principal, puesto que mantendría hasta 1947. Otros puestos posteriores fueron como director musical de la Orquesta Sinfónica de Seattle entre 1948-1951 y director musical de la Orquesta Sinfónica de Lieja entre 1964-1967. Rosenthal también sirvió como profesor en el Conservatorio de París entre 1962 y 1974. 
Como compositor cultivó la música instrumental (sinfónica o camerística), la música vocal (coral o solista) y el teatro musical (ópera, opereta, ballet). Su obra más conocida fue el ballet de 1938 Gaîté Parisienne, compuesto a partir de temas de las operetas de Jacques Offenbach.
| Predecesor: Désiré-Emile Inghelbrecht | Director Principal, Orquesta Nacional de Francia 1944–1947 | Sucesor: Roger Désormière |
| Predecesor: Eugene Linden             | Director Musical, Orquesta Sinfónica de Seattle 1950–1951  | Sucesor: Milton Katims    |